# Syndrome abdominal aigu
 (novembre 2016).
Si vous disposez d'ouvrages ou d'articles de référence ou si vous connaissez des sites web de qualité traitant du thème abordé ici, merci de compléter l'article en donnant les références utiles à sa vérifiabilité et en les liant à la section « Notes et références ».
Le syndrome abdominal aigu est un ensemble de symptômes et de signes cliniques traduisant une affection (quel que soit son mécanisme) d'un viscère abdominal. Le syndrome abdominal aigu est généralement centré sur une douleur précise qu'il convient d'identifier méthodiquement, et éventuellement d'autres signes : digestifs (vomissements, diarrhée), généraux (fièvre, fatigue, hypotension artérielle ou hypertension artérielle).
Il est fréquemment rencontré en urgences, et il peut dans de nombreux cas être représentatif d'une urgence abdominale requérant un traitement chirurgical précoce. L'un des enjeux de la prise en charge rapide et du diagnostic précis est d'éviter tout risque de péritonite, pouvant entraîner un choc septique et la mort.